# Michel Kaltack
Michel Kaltack (ur. 12 listopada 1990) – vanuacki piłkarz grający na pozycji pomocnika. Od 2012 roku jest zawodnikiem klubu Hekari United.

## Kariera klubowa
Karierę piłkarską Kaltack rozpoczął klubie Erakor Golden Star. W 2008 roku zadebiutował w jego barwach w pierwszej lidze vanuackiej. Grał w nim do 2011 roku i wtedy też przeszedł do zespołu Tafea FC. Spędził w nim pół roku.
W 2012 roku Kaltack przeszedł do Hekari United z Papui-Nowej Gwinei.

## Kariera reprezentacyjna
W reprezentacji Vanuatu Kaltack zadebiutował w 2008 roku. W 2012 roku wystąpił z Vanuatu w Pucharze Narodów Oceanii 2012.